# 弦楽四重奏のための3つの小品 (ストラヴィンスキー)
『弦楽四重奏のための3つの小品』（仏: Trois pièces pour quatuor à cordes）は、イーゴリ・ストラヴィンスキーが作曲した弦楽四重奏のための作品である。

## 概要
この作品は『春の祭典』が作曲された直後の1914年に書かれたが、どのような経緯で作曲されたのかは不明である。この作品を完成した後に、指揮者のエルネスト・アンセルメに捧げられた。また、当初は題名がついていたが、作曲者自身が取り消してしまった。
全体は3曲からなっているが、「グロテスク」とまで言われており、作品の性格をうかがわせる。
音楽学者のミハイル・ドゥルスキンによれば、「第1曲は『兵士の物語』のヴァイオリン独奏に、第2曲は『詩篇交響曲』第2楽章のフーガに繋がる。第3曲のコラール的な性格は『管楽器のための交響曲』を予告している。ストラヴィンスキーの弦楽四重奏の扱い方は1920年の「コンチェルティーノ」において洗礼されることとなる。」と評価していた。
なお、この作品は1914年から1918年の間に、『ピアノラのための練習曲』を第4曲「マドリード」として加えて管弦楽編曲され、『管弦楽のための4つの練習曲』と名付けられた。第1曲から第3曲のタイトルは、本来はこの編曲版に付けられたものである。

## 構成
- 第1曲 踊り
- 第2曲 エキセントリック
- 第3曲 聖歌

なお、全体の演奏時間は短く、約7分である。